# Sferomalwa

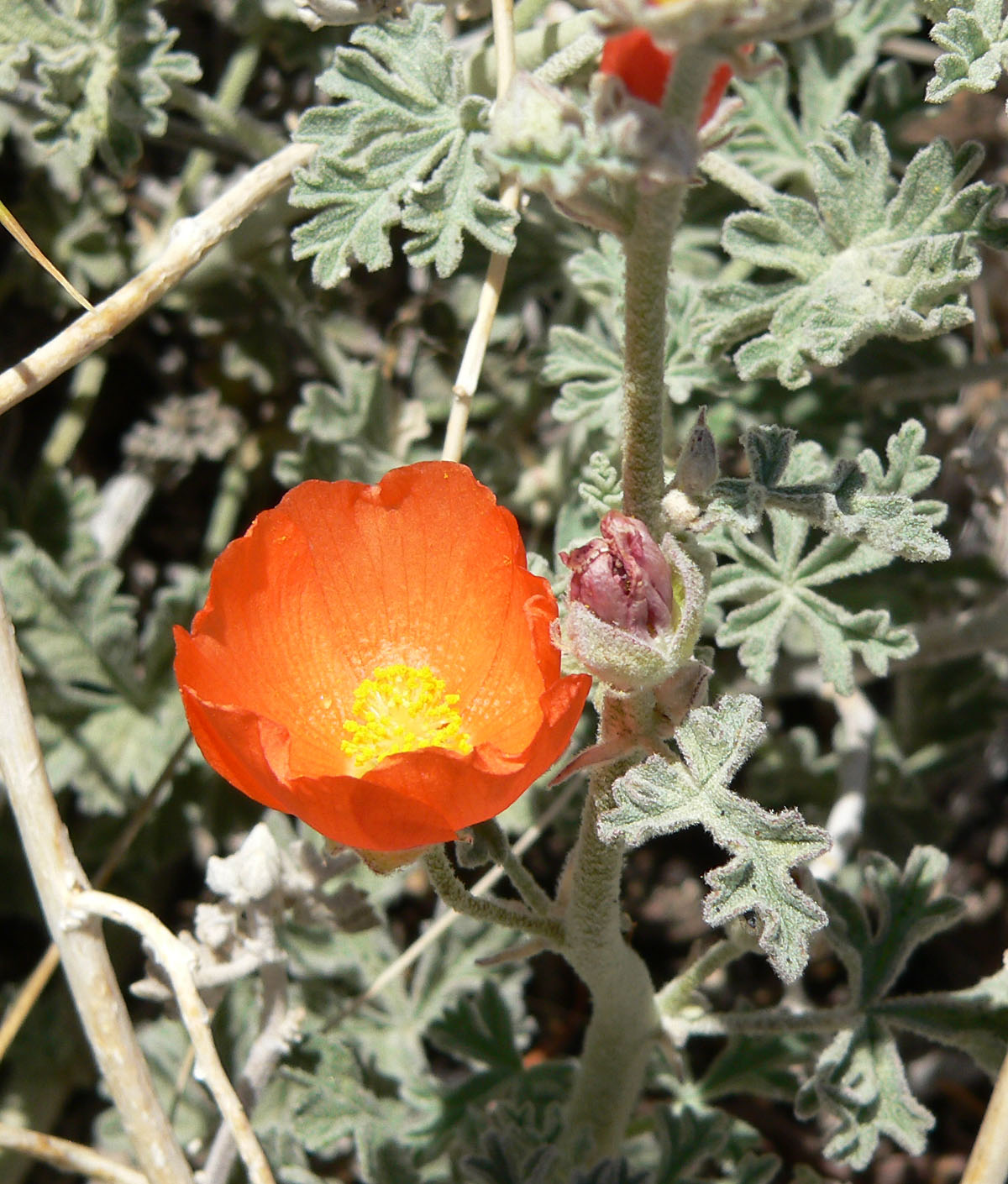
Sphaeralcea grossulariifolia

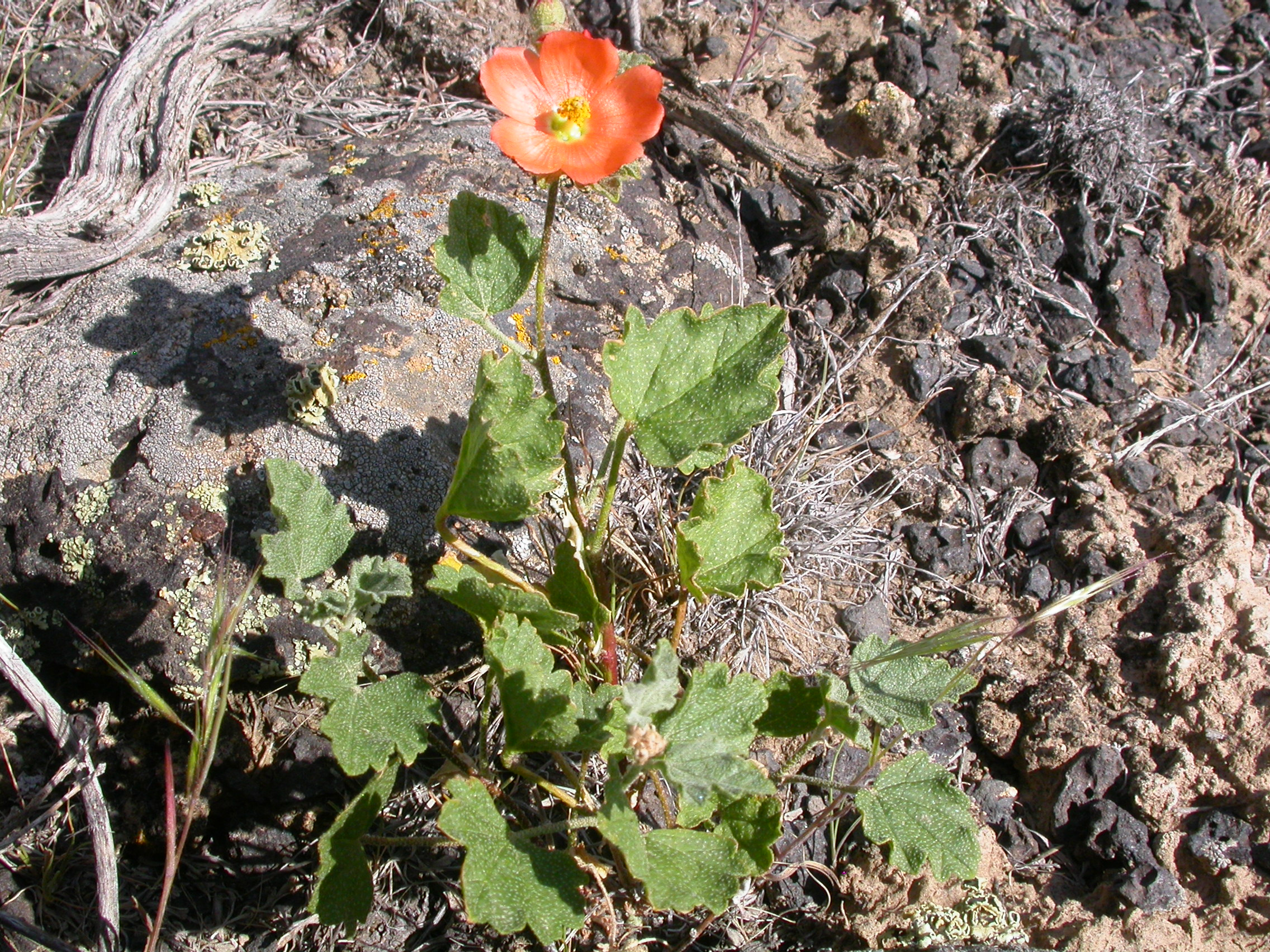
Sphaeralcea munroana

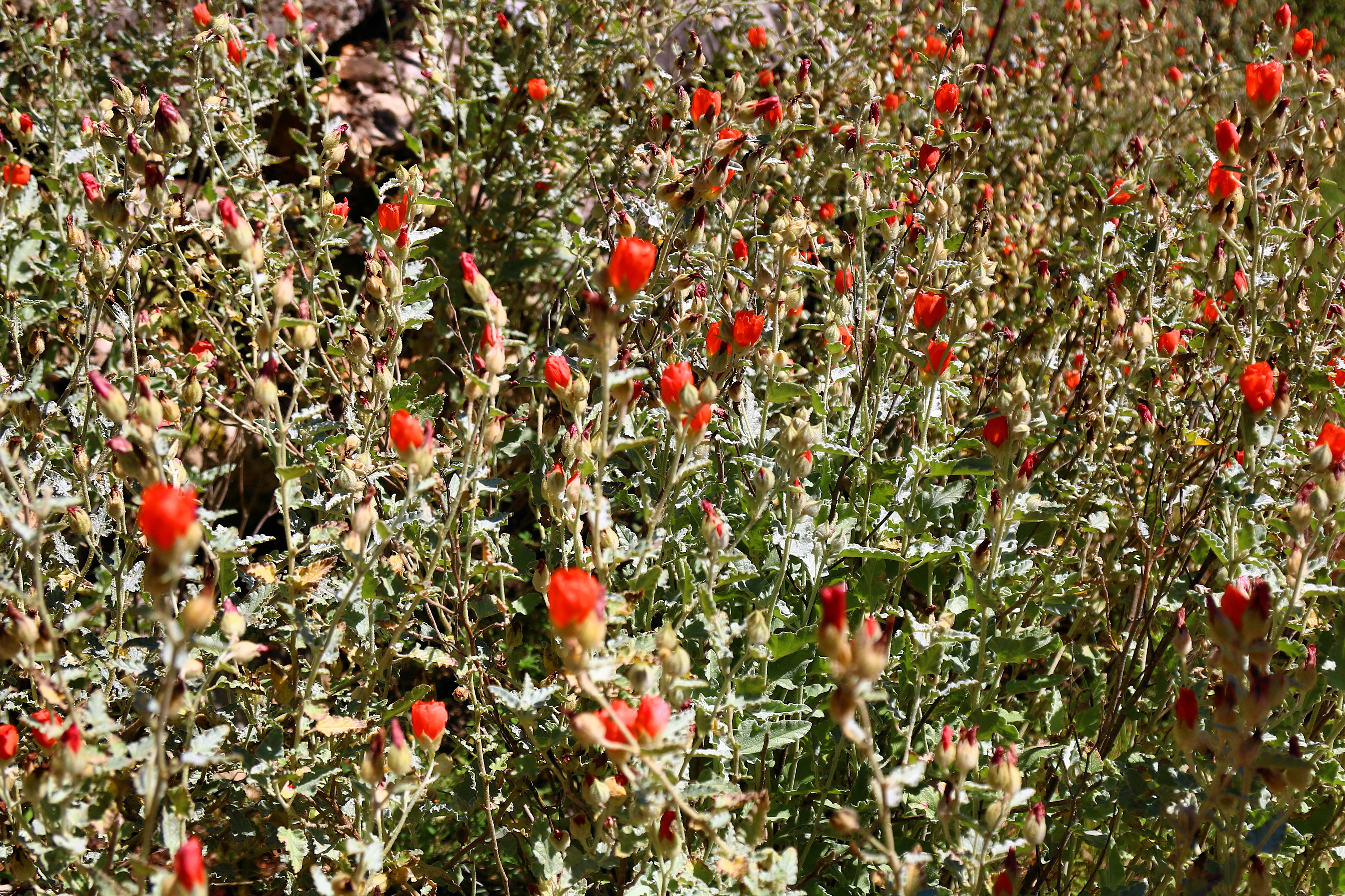
Sphaeralcea incana w ogrodzie botanicznym w Austin

Sferomalwa (Sphaeralcea A. Gray) – rodzaj roślin z rodziny ślazowatych. Należą do niego co najmniej 53 gatunki, a w sumie ok. 60. 26 gatunków występuje w zachodniej i centralnej części Stanów Zjednoczonych, poza tym rosną w Meksyku i Ameryce Południowej – w Argentynie, Boliwii, Brazylii, Chile i w Paragwaju. Rośliny te rosną w miejscach suchych, otwartych, skalistych, na przydrożach. Kilka gatunków uprawianych jest jako rośliny ozdobne, cenione ze względu na efektowne kwiaty i odporność na suszę. Inne używane są jako lecznicze. Ekstrakt z Sph. angustifolia używany jest do wyrobu odżywek do włosów.  

## Morfologia
PokrójZielne rośliny wieloletnie lub jednoroczne, czasem drewniejące u nasady osiągające do 1,5 m wysokości. Pędy rzadko nagie, zwykle srebrzysto owłosione, z włoskami gwiazdkowatymi. Łodyga prosto wzniesiona, płożąca lub podnosząca się.
LiścieSkrętoległe, ogonkowe lub siedzące, okrągławe, trójkątne, sercowate do lancetowatych i równowąskich. Niepodzielone, dłoniasto klapowane lub wcinane. Brzeg blaszki cały, karbowany lub piłkowany. U nasady znajdują się trwałe lub szybko odpadające przylistki.
KwiatyKwiaty skupione w szczytowe groniaste lub wiechowate kwiatostany, czasem też pojedyncze lub w wierzchotkach w kątach liści. Kwiaty wsparte kieliszkiem, utworzonym z trzech listków zrośniętych lub nie, różnego kształtu u różnych gatunków. Działki kielicha w liczbie 5. Płatki, także w liczbie 5, szkarłatne lub pomarańczowe, rzadko białe, różowe lub czerwone. Pręciki liczne, w dwóch seriach, zrośnięte w kolumnę otaczającą słupkowie. Jednokomorowych zalążni jest zwykle od 5 do 30 i tyle samo jest nitkowatych szyjek słupków, u dołu zrośniętych. W każdej komorze znajduje się 1, 2 lub 3 zalążki.
OwoceRozpadający się, złożony z 5–30 jednokomorowych rozłupek zawierających 1, 2 lub 3 nasiona.

## Systematyka
Rodzaj z plemienia Malveae z podrodziny ślazowych Malvoideae Burnett z rodziny ślazowatych Malvaceae. Gatunki w obrębie tego rodzaju są często trudne do oznaczenia ze względu na zmienność, tworzenie mieszańców, niejasne granice międzygatunkowe.
Wykaz gatunków
- Sphaeralcea aboriginum (B.L. Rob.) Jeps.
- Sphaeralcea ambigua A. Gray
- Sphaeralcea angusta (A. Gray) Fernald
- Sphaeralcea angustifolia (Cav.) G.Don
- Sphaeralcea australis Speg.
- Sphaeralcea axillaris S. Watson
- Sphaeralcea bonariensis (Cav.) Griseb.
- Sphaeralcea brevipes (Phil.) Krapov.
- Sphaeralcea caespitosa M.E. Jones
- Sphaeralcea chenopodifolia Rodrigo
- Sphaeralcea coccinea (Nutt.) Rydb. – sferomalwa szkarłatna
- Sphaeralcea cordobensis Krapov.
- Sphaeralcea coulteri (S. Watson) A. Gray
- Sphaeralcea crispa Hook. & Baker f.
- Sphaeralcea davidsonii (B.L. Rob.) Jeps.
- Sphaeralcea densiflora (S. Watson) Jeps.
- Sphaeralcea digitata (Greene) Rydb.
- Sphaeralcea emoryi Torr. ex A. Gray
- Sphaeralcea endlichii Ulbr.
- Sphaeralcea fendleri A. Gray
- Sphaeralcea fremontii (Torr. ex A. Gray) Jeps.
- Sphaeralcea fulva Greene
- Sphaeralcea fumariensis (S.L. Welsh & N.D. Atwood) N.D. Atwood & S.L. Welsh
- Sphaeralcea gierischii N.D. Atwood & S.L. Welsh
- Sphaeralcea grossulariifolia (Hook. & Arn.) Rydb.
- Sphaeralcea hainesii Brandegee
- Sphaeralcea hastulata A. Gray
- Sphaeralcea incana Torr. ex A. Gray
- Sphaeralcea janeae (S.L. Welsh) S.L. Welsh
- Sphaeralcea laxa Wooton & Standl.
- Sphaeralcea leptophylla (A. Gray) Rydb.
- Sphaeralcea lindheimeri A. Gray
- Sphaeralcea mendocina Phil.
- Sphaeralcea miniata (Cav.) Spach
- Sphaeralcea moorei (S.L. Welsh) N.D. Atwood & S.L. Welsh
- Sphaeralcea munroana (Douglas ex Lindl.) Spach ex A.Gray
- Sphaeralcea obtusiloba G. Don
- Sphaeralcea orbiculata (Greene) Jeps.
- Sphaeralcea orcuttii Rose
- Sphaeralcea palmeri Rose
- Sphaeralcea parryi (Greene) Jeps.
- Sphaeralcea parvifolia A. Nelson
- Sphaeralcea pedatifida (A. Gray) A. Gray
- Sphaeralcea philippiana Krapov.
- Sphaeralcea polychroma La Duke
- Sphaeralcea procera Ced.Porter
- Sphaeralcea psoraloides S.L. Welsh
- Sphaeralcea purpurata Krapov.
- Sphaeralcea rusbyi A. Gray
- Sphaeralcea sandemanii J.F. Macbr.
- Sphaeralcea sulphurea S. Watson
- Sphaeralcea velutina C. Presl
- Sphaeralcea wrightii A. Gray